# Berlin-Nikolassee
Nikolassee is een stadsdeel van Berlijn, gelegen in het district Steglitz-Zehlendorf. 

## Ligging
Nikolassee ligt in het zuidwesten van Berlijn en grenst in het oosten aan Wannsee en aan de Havel. In het noorden aan Grunewald, in het oosten aan Schlachtensee en Zehlendorf en in he zuiden aan de Brandenburgse gemeente Kleinmachnow. In de havel liggen ook twee kleine eilanden, Lindwerder en Schwanenwerder. Het noorden van Nikolassee is bebost. 

## Geschiedenis
De villakolonie Nikolassee werd in 1901 gesticht en werd in 1910 een zelfstandige gemeente. In 1902 werd al een station in gebruik genomen dat destijds in een open veld lag. In 1913 werd het Rathaus ingewijd. In 1920 werd Nikolassee opgenomen in Groot-Berlijn en werd het een onderdeel van het district Zehlendorf. Het Gutsbezirk Düppel werd in 1928 ook nog van Brandenburg naar Berlijn overgeheveld en verloor zijn zelfstandigheid en werd een wijk van Nikolassee. In de jaren 1930 werd de wijk Wonnegauviertel gebouwd. Sinds 2001 behoort Nikolassee tot het district Steglitz-Zehlendorf. In december 2020 stond de wijk een stuk gebied af aan Schlachtensee.  

## Verkeer
Van noord naar zuid wordt Nikolassee doorkruist door de Bundesautobahn 115 en van oost naar west door de Bundesstraße 1. Er ligt ook een station dat bedient wordt door de lijnen S1 en S7 van de S-Bahn. 
Dahlem ·
Lankwitz ·
Lichterfelde ·
Nikolassee ·
Schlachtensee ·
Steglitz ·
Wannsee ·
Zehlendorf